# Love’s Secret Domain
Love’s Secret Domain (tytuł często skracany do LSD) – trzeci studyjny album Coila, wydany w 1991 roku. Album przyniósł zmiany w stylu Coil, odchodząc od melodii i dźwięków syntezatorów charakterystycznych dla pierwszych dwóch albumów na rzecz acid house'owych sampli. Wydano dwa single: "Windowpane" i "The Snow". Gościnnie zaśpiewali na nim Marc Almond w "Titan Arch" i Annie Anxiety Bandez w "Things Happen"; Rose McDowell w "The Snow". Robocze tytuły albumu brzmiały: To Eat His Own, 120 Dalmations in Sodom, The Dark Age of Love, Stolen and Conntaminated Songs i The Side Effects Of Life. Odrzuty i alternatywne wersje utworów z LSD znalazły się na wydanym rok później albumie Stolen & Contaminated Songs. Album promowały single "Windowpane" i "The Snow" oraz teledyski do nich w reżyserii Petera Christophersona. Powstał również teledysk do "Love’s Secret Domain", nakręcony, tak jak "Windowpane", w Tajlandii, ale nie został nigdy wyemitowany.
Pod koniec utworu "Windowpane" słychać odtworzone od tyłu słowa "Gold is the sky in concentrate...". Część tekstu "Love’s Secret Domain" pochodzi z piosenki "In Dreams" Roya Orbisona ("In dreams I walk with you / In dreams I talk to you / In dreams you're mine / All the time"). Wers "O Rose, thou art sick" pochodzi z poematu Williama Blake’a "The Sick Rose". W utworze "Where Even the Darkness Is Something to See" użyto didgeridoo.
Autorem oprawy graficznej albumu był Steven Stapleton.
Love’s Secret Domain został później zremasterowany przez Thighpaulsandrę (długości poszczególnych ścieżek uległy drobnym zmianom). Album jest aktualnie dostępny w sprzedaży w postaci plików do ściągnięcia w formatach AAC, MP3, i FLAC na oficjalnej stronie Coil Thresholdhouse.com.
Utwór "Disco Hospital" został nagrany przez Matmos na ich EP California Rhinoplasty.

## Spis utworów

### Winyl 12"
Strona A:
1. "Disco Hospital" – 2:17
2. "Teenage Lightning" – 4:29
3. "Windowpane" – 5:58
4. "The Snow" – 3:55
5. "Dark River" – 6:27

Strona B:
1. "Further Back and Faster" – 7:54
2. "Titan Arch" – 5:02
3. "Chaostrophy" – 5:37
4. "Love’s Secret Domain" – 3:52

### CD
1. "Disco Hospital" – 2:18
2. "Teenage Lightning 1" – 1:49
3. "Things Happen" – 4:22
4. "The Snow" – 6:41
5. "Dark River" – 6:27
6. "Where Even the Darkness Is Something to See" – 3:05
7. "Teenage Lightning 2" – 5:09
8. "Windowpane" – 6:11
9. "Further Back and Faster" – 7:55
10. "Titan Arch" – 5:02
11. "Chaostrophy" – 5:37
12. "Lorca Not Orca" – 2:04
13. "Love’s Secret Domain" – 3:52

- "Teenage Lightning" z LP przemianowano na "Teenage Lightning 2" na wydaniu CD.

## Twórcy[4]
- John Balance
- Peter Christopherson
- Stephen Thrower

oraz
- Steven Stapleton
- Danny Hyde
- Rose McDowell
- Annie Anxiety Bandez
- Marc Almond
- Charles Hayward – perkusja w "Love’s Secret Domain"
- Juan Ramirez
- Mike McEvoy
- Cyrung
- Billy McGee
- Julia Girdwood
- Andrew Davis
- Gini Ball
- Sally Herbert
- Clive Dobbins
- Sue Dench
- Jos Pook
- Audrey Riley
- Jane Fenton